# CardosOnline
CardosOnline foi um fanzine eletrônico brasileiro que circulou na rede entre 1998 e 2001.
Criado originalmente por conta de uma greve que em 1998 paralisou diversas universidades federais em todo o país, inclusive a UFRGS, onde tudo começou, André Czarnobai, o Cardoso, passou a enviar e-mails para alguns amigos, depois juntando-se a Daniel Galera e Guilherme Pilla, formando assim o primeiro staff do CardosOnline. O público passou a mandar também textos de volta, que os colunistas organizavam e reenviavam no formato de mail-zine, aceitando colaborações de leitores.
No final da primeira semana de funcionamento, foram convocados os colunistas fixos e estabelecida uma periodicidade para as edições do mail-zine: duas vezes por semana, às segundas e quintas-feiras, e foi assim que o COL passou a chegar ao mailbox de mais de três mil assinantes, sem imagens, html ou formatação, atingindo 278 edições publicadas em quase três anos de existência.

## Colunistas
- André Czarnobai (Cardoso)
- Guilherme Caon
- Clarah Averbuck
- Daniel Pellizzari
- Hermano Freitas
- Daniel Galera
- Marcelo Träsel
- Guilherme Pilla